# Jazvenik (Chorwacja)
Jazvenik – wieś w Chorwacji, w żupanii sisacko-moslawińskiej, w mieście Sisak. W 2011 roku liczyła 146 mieszkańców.